# 李允鉌
李允鉌（1930年—1989年），籍貫廣東省新會縣，是香港著名建築師、建築學研究者，名著《華夏意匠》的作者，也是房地產開發公司的董事。

## 生平
李允鉌出身書香世家，是國畫大師李研山之子。幼年曾隨父母生活於廣州和香港等地。
在廣州的中山大學工學院建築工程學系畢業後，被國家先後分配到瀋陽、北京從事建築設計工作。1961年其父在香港逝世後，他轉到香港發展，又曾先後去過曼谷、新加坡等地，從事建築設計、城市設計及室內設計工作，並從事有關的研究和著述。
據李允鉌在《華夏意匠》的卷首語中自述，他從年青時開始，就盼望能看到一本較為完整和系統地論述中國古典建築的著作，卻一直未能如願。讀萬卷書，不如行萬里路。1975年到歐洲旅遊，參觀了不少著名的、雖早已在書本中熟悉的西方古典建築物，感受仍然良多。回到香港之後，曾以比較東西方建築為話題，寫了一些遊記在香港《廣角鏡》雜誌發表。該刊編輯部工作人員在知道他有意寫一本有關中國古典建築問題的書之後，不斷地對他支持、督促和鼓勵。1976年夏天終於完成了初稿，但自己不滿意。1977年春天完成改寫，把原來的規模從十多萬字擴大到三十萬字。接着的工作就是大量繪製和選擇插圖。本來計劃在1978年出書，因為廣泛地徵求有關地學者專家的意見後進行了一些必要地修訂，原定的計劃就推遲了。1982年廣角鏡出版社終於在香港出版了《華夏意匠》。
李允鉌與友人於1979年在香港創立了寶江發展有限公司，作為總設計師及外資公司的董事，開發了位於廣州的東湖新村——中國自1978年改革開放以來的第一個商品房項目、第一個引進外資發展房地產的項目、和第一個實施物業管理的住宅小區。
在自己的建築專業以外，李允鉌還幹了一件大事，就是在書畫界朋友的幫忙和支持下，歷數年編著了1975年出版的巨冊「李研山書畫集」，並於同年在香港大會堂舉辦「李研山逝世十四週年紀念展」，終於把其父的遺作公諸於世。

## 著述
- 李允鉌. . 香港: 東方文物圖籍出版社. 1975: 320 （中文（香港））.
- 李允鉌. . 香港: 廣角鏡出版社. 1982: 447 （中文（繁體））.
- 李允鉌. . 香港: 博益出版集團. 1984: 229 （中文（繁體））.